# Hilla Limann
Hilla Limann (Gwollu, 12 de dezembro de 1934 - Accra, 23 de janeiro de 1998) foi um político e diplomata de Gana. Foi presidente de seu país entre 24 de setembro de 1979 e 31 de dezembro de 1981. Sucedeu ao governo militar de Jerry Rawlings em 1979 e foi deposto dois anos depois por novo golpe de estado comandado por aquele.

## Carreira diplomática
Atuou como Ministro das Relações Exteriores de seu país entre 1965 e 1968. Em 1967 ele fez parte da comissão constitucional, que elaborou a constituição de Gana de 1969. Em 1968 foi nomeado chefe da chancelaria da embaixada de Gana em Lomé, Togo. Em 1971 foi indicado para a missão permanente de Gana em Genebra, Suíça. Retornou ao Ministério das Relações Exteriores em 1975.

## Política
Após o golpe de 1979 liderado por Jerry Rawlings, Limann, apesar de pouco conhecido em seu país, foi eleito presidente da república na chapa de seu partido, o Partido Nacional do Povo. Ele disputou as eleições após a desqualificação de Alhaji Imoru Egala pelo Supremo Conselho Militar, que então governava o país. Foi eleito em segundo turno com 62% dos votos. Assumiu o poder em 24 de setembro do mesmo ano.
Limman era um moderado em matéria econômica, e apoiava a democracia e o pan-africanismo. Foi deposto em 31 de dezembro de 1981 por outro golpe militar liderado por Jerry Rawlings. Por esta razão, ficou sendo o único presidente do período conhecido por terceira república de Gana.